# Móricz Zsigmond Gimnázium (Budapest)
A Móricz Zsigmond Gimnázium középiskola Budapest II. kerületében.

## Az iskola története
A Móricz Zsigmond Gimnázium 1955-ben kezdte meg működését a II. kerületi Lórántffy Zsuzsanna utca 3. alatt, az 1952-ben államosított Baár-Madas Református Gimnázium épületében, amely a hozzá tartozó internátussal együtt 1930-ban épült. A rendszerváltást követően az állam és egyház közötti megállapodás eredményeként az iskola visszakerült a református egyházhoz, így az épületben 1993 óta ismét a Baár–Madas Református Gimnázium, Általános Iskola és Diákotthon működik.
A gimnázium működése érdekében az állam új iskolaépület építését vállalta, mely 1992 szeptemberében nyitotta meg kapuját a Rózsadombon.

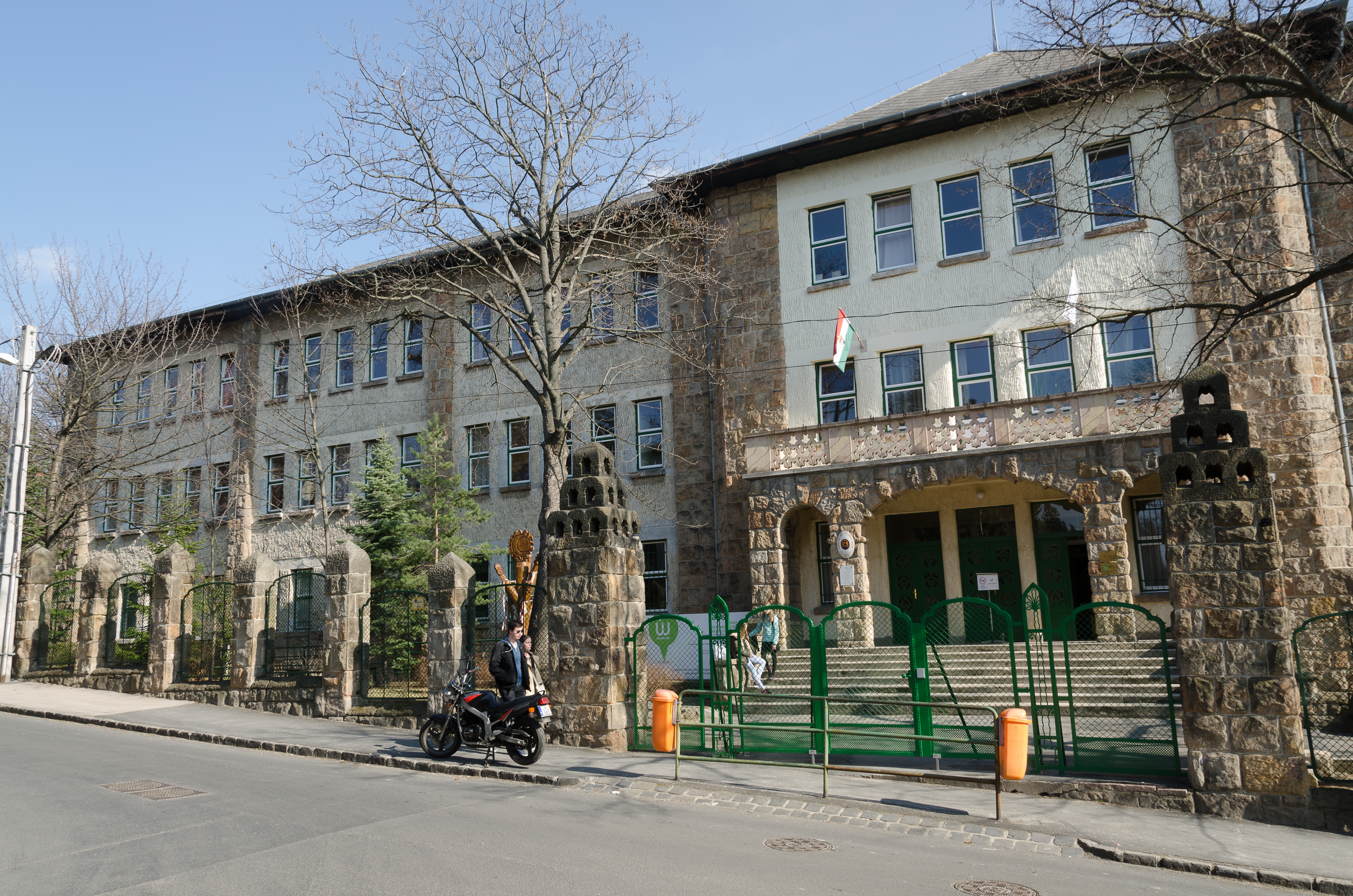
Az 1992-ig használt épület a II. kerületben, a Lorántffy Zsuzsanna u. 3. szám alatt

Az épület jelenleg 26 osztály (több mint 800 gyermek) számára biztosít oktatást. A tantestület létszáma 65–70 fő. 
Az iskola két számítógépteremmel és szaktantermekkel (pl. biológia, kémia, fizika) rendelkezik. 160 fős ebédlő, közösségi terek, két kültéri tanterem, 30 ezer kötet befogadására alkalmas könyvtár, továbbá mászófallal felszerelt tornaterem, konditerem és kültéri sportpályák (kosárlabda-, futball-, röplabda- és teniszpálya) állnak a diákok rendelkezésére.
A 160 fős díszterem és az aula hangversenyek, színielőadások, kerületi rendezvények, díjátadó ünnepségek helyszíne.

## Oktató-nevelő tevékenység
Az iskola 1993 óta 4–5–6 évfolyamos gimnáziumi képzési formában működik:
- 6 évfolyamos osztályok: természettudomány és társadalomtudomány;
- 5 évfolyamos osztály: angol nyelvi előkészítő;
- 4 évfolyamos osztályok: matematika és természettudomány / történelem és angol.

## International Baptist Church - Budapest
Vasárnaponként az épület ad otthont a Nemzetközi Baptista Templomnak.

## Neves tanárok
- Bächer Iván író (magyar)
- Hayde Tiborné szül. Dőry Ervinke festőművész (rajz)
- Hetényi Zsuzsa irodalomtörténész, ruszista, műfordító, egyetemi tanár, író, az MTA doktora (magyar, orosz)
- Kontra Györgyné (magyar, latin)[1]
- Lamm Györgyné (magyar, angol)
- Leél-Őssy Sándor kandidátus (földrajz)
- Némethy Katalin (matematika)
- Vári Erzsébet műfordító (magyar, orosz)
- Vincze György (kémia, biológia)
- Wéber István (ének-zene)

## Neves diákok
- Ascher Tamás Kossuth-díjas rendező
- Básti Juli Kossuth- és Jászai Mari-díjas színésznő
- Burián László jogtudós, egyetemi tanár
- Csanádi Judit Jászai Mari-díjas díszlettervező, építészmérnök, egyetemi tanár
- Dés László Kossuth-díjas zenész
- Dévényi Rita Balázs Béla-díjas díszlet- és jelmeztervező
- Erdély Dániel grafikus, feltaláló, a SZIMA tagja
- Fischer Ádám Kossuth-díjas karmester
- Fischer Iván Kossuth-díjas karmester, a Budapesti Fesztivál Zenekar alapítója
- Földes László Ybl-díjas építész
- Földi András jogtudós, az MTA levelező tagja
- Füredi Zoltán Széchenyi-díjas matematikus, az MTA rendes tagja
- Gryllus Dániel Kossuth-díjas zenész
- Gryllus Dorka színművésznő
- Gryllus Vilmos Kossuth-díjas zenész
- Hegyi Barbara Jászai Mari-díjas színművésznő
- Huzella Péter Kossuth-díjas zenész
- Jancsó Júlia műfordító
- Katona Klári EMeRTon-díjas énekesnő
- Kapitány Gábor Széchenyi-díjas szociológus, az MTA doktora
- Kánya Kata színművésznő
- Kelemen Katalin Magyarország első női rabbija
- Kornai András matematikus, nyelvész, az MTA doktora
- Küllős Imola néprajztudós, az MTA doktora
- Krémer Balázs szociológus
- Lengyel László jogász, közgazdász, politológus, publicista
- Mezey Katalin Kossuth-díjas költő, műfordító
- Mikó István Jászai Mari-díjas színművész, rendező, zeneszerző
- Nyulászi László Széchenyi-díjas vegyészmérnök, az MTA rendes tagja
- Pók Attila történész, egyetemi tanár
- Rátonyi Hajni színésznő
- Rudolf Péter Kossuth- és Jászai Mari-díjas színész, színházi és filmrendező, producer, forgatókönyvíró, kiváló művész, a Halhatatlanok Társulatának örökös tagja, a Vígszínház igazgatója.
- Sipos Mihály Kossuth-díjas zenész, az MMA rendes tagja
- Skardelli György Kossuth- és Ybl-díjas építész
- Solt Ottília szociológus
- Sréter Lídia belgyógyász, egyetemi tanár, az MTA doktora
- Sugár Miklós Erkel Ferenc-díjas zeneszerző, karmester
- Szirtes Ági Kossuth- és Jászai Mari-díjas színésznő, érdemes művész, a Halhatatlanok Társulatának örökös tagja
- Szőnyi Tamás Széchenyi-díjas matematikus, az MTA doktora
- Tömpe István közgazdász, pénzügyminiszter-helyettes, publicista[2]
- Udvaros Dorottya a Nemzet Színésze címmel kitüntetett Kossuth- és Jászai Mari-díjas színésznő, a Halhatatlanok Társulatának örökös tagja
- Ungár Júlia Jászai Mari-díjas dramaturg, műfordító, egyetemi tanár
- Vadász Bence Ybl-díjas építész
- Veres András irodalomtörténész, az MTA doktora
- Veress Anna Jászai Mari-díjas dramaturg
- Weiszburg Tamás geológus, egyetemi tanár
- Zempléni Mária Liszt Ferenc-díjas operaénekes, a Halhatatlanok Társulatának örökös tagja
- Zséda (Zsédenyi Adrienn) többszörös Fonogram- és EMeRTon-díjas énekesnő